# Otmar Hasler
Otmar Hasler (28 de septiembre de 1953) fue primer ministro de Liechtenstein desde el 5 de abril de 2001 hasta el 25 de marzo de 2009. Líder del Partido Cívico Progresista, sucedió a Mario Frick, de la Unión Patriótica (UP).
| Predecesor: Mario Frick | Primer ministro de Liechtenstein 5 de abril de 2001-25 de marzo de 2009 | Sucesor: Klaus Tschütscher |

- Datos: Q238670
- Multimedia: Otmar Hasler / Q238670